# Bürkös

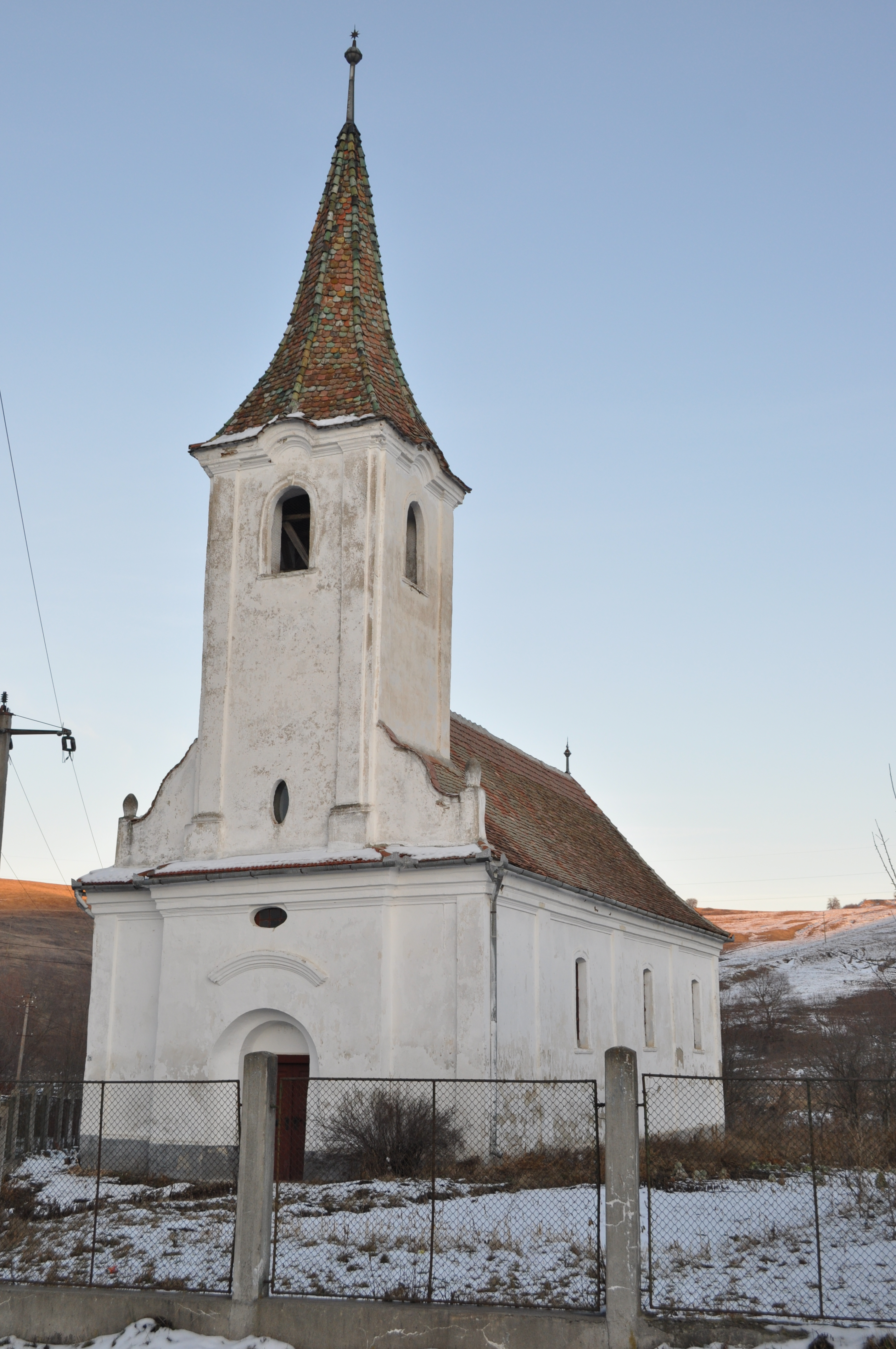
Református templom

Bürkös (románul: Bârghiș, németül: Bürgisch vagy Bürgesch, szászul Berješ) falu Romániában, Szeben megyében, az azonos nevű község központja.

## Fekvése
Szentágotától nyolc kilométerre nyugatra fekszik.

## Nevének eredete
Neve a bürök szó képzős alakjából való. 1357-ben Byrges, 1403-ban Byrgyes, 1582-ben Birkös, 1586-ban Bwrkeos, 1750-ben Bergis, 1805-ben Bürgös, 1850-ben Birgyis, 1854, Bürgesch alakban írták.

## Népessége
- 1785-ben 810 fő lakta. Ugyanazon évben 154 ortodox családfőt írtak össze. Református egyházközsége 1766-ban, Mártonfalvával együtt 68 férfit és 77 nőt számlált.
- 1910-ben 1178 lakosából 790 volt román, 322 magyar és 61 német anyanyelvű; 678 ortodox, 245 református, 117 görögkatolikus, 68 evangélikus, 52 római katolikus és 18 zsidó vallású.
- 2002-ben 772 főből 544 volt román, 131 cigány, 90 magyar és 6 német nemzetiségű; 680 ortodox és 88 református vallású.

## Története
Bürkösön él a Hortobágy völgyének legjelentősebb magyar közössége. Területén újkőkorszaki és bronzkori leleteket tártak fel. A falu határában Traianus és Caracalla idejéből származó római pénzeket találtak. A középkorban kezdetben az alcinai gerébek szász jobbágyfalva volt. Később sem a Királyföldhöz, hanem Fehér, később Felső-Fehér vármegye egyik enklávéjához tartozott, majd 1876-ban Nagy-Küküllő vármegye része lett. A 15. században a szász eredetű Geréb családon kívül más nemesi családok (későbbi armalisták) is lakták. Ők telepítettek be a 16. században román jobbágyokat. 1641-ben, a szász lutheránus lelkész halála után a református magyarok elfoglalták a templomot. A következő évben megegyeztek, hogy a templomot a két felekezet azután közösen használja. 1741-ben a szászok amiatt tettek panaszt, hogy bár kevesebben vannak, egyenlő arányban kell hozzájárulniuk a templom felújításához. 1766-ban Felső-Fehér vármegye bürkösi járásának székhelye volt. 1848-ban a román parasztok hét bürkösi magyart öltek meg, azokat leszámítva, akik Mártonfalvára mentek, és a Brádi-hegyen gyilkolták meg őket. A jobbágyfelszabadítás után 3634 holdas határából 1300 hold került a volt jobbágyok tulajdonába. 1875-ben állami (magyar tannyelvű) iskola létesült.
A bürkösi magyarok házasodási mintáiban a 19. század közepétől máig érdekes hullámmozgás figyelhető meg. 1856-ig a települési endogámia uralkodott a körükben, aztán 1876 és 1896 között ismét túlsúlyba került az endogámia, és az exogám kapcsolatok a Székelyföldre és Oláhújfalura korlátozódtak. 1896 és 1916 között szegény székely férfiak települtek a faluba, akik innen választottak maguknak házaspárt, és itt is telepedtek meg. Havadtővel évtizedekig tartó párválasztási kapcsolatot alakítottak ki. 1916 és 1936 után ideiglenesen ismét az endogám kapcsolatok váltak meghatározóvá, hogy aztán a bürkösi magyarok nagyjából a második világháborútól szinte csak települési vagy etnikai szempontból exogám házasságokat kössenek. A helyi magyarok és szászok között 31 vegyesházasság született, amelyek által a kisebb szász közösség beépült a magyarba. A Szeben megyei magyar csoportok tagjaival való exogám párválasztásoknál az etnikus kritérium az 1960-as évekre cserélte fel a vallásit. A bürkösi románokat az időszak folyamán végig a települési endogámia jellemezte, a két világháború között különösképp. A kollektivizálás után előbb a magyarok, majd tízéves különbséggel a románok közül is egyre többen költöztek városra. 1974-ben a hívek nélkül maradt evangélikus egyház parókiáját a reformátusoknak adta el. Magyar iskolai tagozata az 1980-as évekig működött, 2000-ben újraindult, de egy évtized múltán ismét megszűnt.

## Látnivalók
- Református–evangélikus temploma eredetileg a 15. században épült. A 18. században újjáépítéséhez felhasználták a lebontott ágotakövesdi evangélikus–református templom anyagát. Mai alakját 1856-ban kapta. Egyik harangja 1493-ból való.[4]

## Híres emberek
- Itt született 1884. március 3-án Lőrinczi Ferenc magyar pedagógus, tankönyvíró, szerkesztő.